# Circonscription de Gafsa
La circonscription de Gafsa est une ancienne circonscription électorale tunisienne. Elle couvre le territoire du gouvernorat de Gafsa.
Le décret-loi no 2022-55 du 15 septembre 2022 la divise en quatre circonscriptions.

## Résultats électoraux
Voici les résultats des élections constituantes tunisiennes de 2011 pour la circonscription ; la liste donne les partis ayant obtenu au moins un siège :
| Parti          | Parti                                                              | Voix    | %     | Sièges |
| -------------- | ------------------------------------------------------------------ | ------- | ----- | ------ |
|                | Ennahdha                                                           | 48 692  | 40,38 | 3      |
|                | Congrès pour la République                                         | 9 294   | 7,71  | 1      |
|                | Pétition populaire pour la liberté, la justice et le développement | 6 452   | 5,35  | 1      |
|                | Liste indépendante « La Justice »                                  | 4 225   | 3,50  | 1      |
|                | Parti démocrate progressiste                                       | 3 354   | 2,78  | 1      |
| Inscrits       | Inscrits                                                           | 253 926 | 100   | 7      |
| Votants        | Votants                                                            | 126 834 |       | -      |
| Exprimés       | Exprimés                                                           | 120 575 | 100   | -      |
| Blancs et nuls | Blancs et nuls                                                     | 6 259   |       | -      |

## Représentants

### Constituants
|  | Nom                                  | Parti                                                 |
|  | ------------------------------------ | ----------------------------------------------------- |
|  | Ahmed Tlili                          | Front national (Union générale tunisienne du travail) |
|  | Houcine Ben Salah                    | Front national (Néo-Destour)                          |
|  | Lamine Chebbi                        | Front national (Union générale tunisienne du travail) |
|  | Houcine Bouzaiene puis Ahmed Snoussi | Front national (Néo-Destour)                          |
|  | Hassouna Ben Tahar                   | Front national (Union générale tunisienne du travail) |
|  | Ali Rachdi                           | Front national (Néo-Destour)                          |
|  | Chedly Bach Tobji                    | Front national (Néo-Destour)                          |

|  | Nom                 | Image | Parti |
|  | ------------------- | ----- | --- |
|  | Slimane Hlel        |       | Ennahdha |
|  | Zohra Smida         |       | Ennahdha |
|  | Abdelhakim Zouari   |       | Ennahdha |
|  | Hassen Radhouani    |       | Pétition populaire pour la liberté, la justice et le développement, Parti de l'ouverture et de la fidélité, Parti du mouvement de la république puis indépendant |
|  | Mohamed Khila       |       | Parti démocrate progressiste |
|  | Abdesselam Chaabane |       | Congrès pour la République |
|  | Fayçal Jadlaoui     |       | Liste de la justice |

### Députés
|  | Nom                  | Parti                                                 |
|  | -------------------- | ----------------------------------------------------- |
|  | Ahmed Tlili          | Front national (Union générale tunisienne du travail) |
|  | Mohamed Ben Belgacem | Front national (Néo-Destour)                          |
|  | Lamine Chebbi        | Front national (Néo-Destour)                          |
|  | Othman Ben Alaya     | Front national (Néo-Destour)                          |
|  | Hassouna Ben Tahar   | Front national (Union générale tunisienne du travail) |
|  | Gleyi Rachdi         | Front national (Union générale tunisienne du travail) |

|  | Nom                 | Parti                                                               |
|  | ------------------- | ------------------------------------------------------------------- |
|  | Ahmed Tlili         | Parti socialiste destourien et Union générale tunisienne du travail |
|  | Brahim Zitouni      | Parti socialiste destourien                                         |
|  | Youssef Rouissi     | Parti socialiste destourien                                         |
|  | Ali Bouyahiaoui     | Parti socialiste destourien                                         |
|  | Hassouna Ben Tahar  | Parti socialiste destourien et Union générale tunisienne du travail |
|  | Abdelaziz Beeltayef | Parti socialiste destourien                                         |

|  | Nom               | Parti                       |
|  | ----------------- | --------------------------- |
|  | Mohamed Masmoudi  | Parti socialiste destourien |
|  | Noureddine Glenza | Parti socialiste destourien |
|  | Habib Bouterâa    | Parti socialiste destourien |

|  | Nom                      | Parti                                                               |
|  | ------------------------ | ------------------------------------------------------------------- |
|  | Mohamed Mzali            | Parti socialiste destourien                                         |
|  | Abderrahman Ben Messaoud | Parti socialiste destourien                                         |
|  | Othman Ben Alaya         | Parti socialiste destourien                                         |
|  | Mohamed Ben Amor         | Parti socialiste destourien et Union générale tunisienne du travail |
|  | Mohamed Ben Rhayem       | Parti socialiste destourien                                         |

|  | Nom                      | Parti                       |
|  | ------------------------ | --------------------------- |
|  | Abderrahman Ben Messaoud | Parti socialiste destourien |
|  | Mohamed Ferid Dhaou      | Parti socialiste destourien |
|  | Othman Ben Alaya         | Parti socialiste destourien |
|  | Houcine Bouyahia         | Parti socialiste destourien |
|  | Mohamed Ben Rehayem      | Parti socialiste destourien |

|  | Nom                 | Parti                                                 |
|  | ------------------- | ----------------------------------------------------- |
|  | Abdelaziz Beltayef  | Front national (Parti socialiste destourien)          |
|  | Abdelhamid Belaïd   | Front national (Union générale tunisienne du travail) |
|  | Belgacem Lahmadi    | Front national (Union générale tunisienne du travail) |
|  | Abdallah Bousaha    | Front national (Parti socialiste destourien)          |
|  | Abdelmajid Bouslahi | Front national (Parti socialiste destourien)          |

|  | Nom                    | Parti                                                  |
|  | ---------------------- | ------------------------------------------------------ |
|  | Ismaïl Khelil          | Union nationale (Parti socialiste destourien)          |
|  | Abdelhamid Belaïd      | Union nationale (Union générale tunisienne du travail) |
|  | Mohamed Tahar Bouterâa | Union nationale (Parti socialiste destourien)          |
|  | Ismaïl Lejri           | Union nationale (Union générale tunisienne du travail) |

|  | Nom              | Parti                                                                              |
|  | ---------------- | ---------------------------------------------------------------------------------- |
|  | Habib M'barek    | Rassemblement constitutionnel démocratique                                         |
|  | Amara Abassi     | Rassemblement constitutionnel démocratique et Union générale tunisienne du travail |
|  | Ali Aouled Alaya | Rassemblement constitutionnel démocratique                                         |
|  | Romdhan Alimi    | Rassemblement constitutionnel démocratique                                         |
|  | Mohamed Rakrouki | Rassemblement constitutionnel démocratique                                         |

|  | Nom                | Parti                                                                              |
|  | ------------------ | ---------------------------------------------------------------------------------- |
|  | Habib M'barek      | Rassemblement constitutionnel démocratique                                         |
|  | Amara Abassi       | Rassemblement constitutionnel démocratique et Union générale tunisienne du travail |
|  | Mnaouer Khemila    | Rassemblement constitutionnel démocratique                                         |
|  | Belgacem Marzougui | Rassemblement constitutionnel démocratique                                         |
|  | Hassen Tlili       | Rassemblement constitutionnel démocratique                                         |
|  | Brahim Bououni     | Mouvement des démocrates socialistes                                               |
|  | Mohamed Khelayfi   | Mouvement Ettajdid                                                                 |
|  | Brahim Hfaydhia    | Union démocratique unioniste                                                       |

|  | Nom               | Parti                                                                              |
|  | ----------------- | ---------------------------------------------------------------------------------- |
|  | Habib M'barek     | Rassemblement constitutionnel démocratique                                         |
|  | Amara Abassi      | Rassemblement constitutionnel démocratique et Union générale tunisienne du travail |
|  | Mnaouer Khemila   | Rassemblement constitutionnel démocratique                                         |
|  | Abderrazak Kilani | Rassemblement constitutionnel démocratique                                         |
|  | Abdallah Saïdi    | Rassemblement constitutionnel démocratique                                         |
|  | Abdelwahab Daâb   | Mouvement des démocrates socialistes                                               |
|  | Brahim Hfaydhia   | Union démocratique unioniste                                                       |

|  | Nom                            | Parti                                                                              |
|  | ------------------------------ | ---------------------------------------------------------------------------------- |
|  | Mohamed Kheireddine Khaled     | Rassemblement constitutionnel démocratique                                         |
|  | Amara Abassi                   | Rassemblement constitutionnel démocratique et Union générale tunisienne du travail |
|  | Mnaouer Khemila                | Rassemblement constitutionnel démocratique                                         |
|  | Ali Ben Tahar Mabrouk          | Rassemblement constitutionnel démocratique                                         |
|  | Faouzia Khaldi                 | Rassemblement constitutionnel démocratique                                         |
|  | Mohamed Rached Belkadhi puis ? | Mouvement des démocrates socialistes Rassemblement constitutionnel démocratique    |

|  | Nom                 | Parti                                      |
|  | ------------------- | ------------------------------------------ |
|  | Abdallah Ben Jannet | Rassemblement constitutionnel démocratique |
|  | Mnaouer Khemila     | Rassemblement constitutionnel démocratique |
|  | Jamel Salem         | Rassemblement constitutionnel démocratique |
|  | Abdelhamid Kadri    | Rassemblement constitutionnel démocratique |
|  | Jamila Mabrouki     | Rassemblement constitutionnel démocratique |
|  | Brahim Hfaydhia     | Union démocratique unioniste               |
|  | Mabrouk Ftima       | Mouvement des démocrates socialistes       |
|  | Boujemâa Yahiaoui   | Parti social-libéral                       |